# Teretrius basalis
Teretrius basalis är en skalbaggsart som beskrevs av Lewis 1889. Teretrius basalis ingår i släktet Teretrius och familjen stumpbaggar. Inga underarter finns listade i Catalogue of Life.